# Zweiradmechaniker

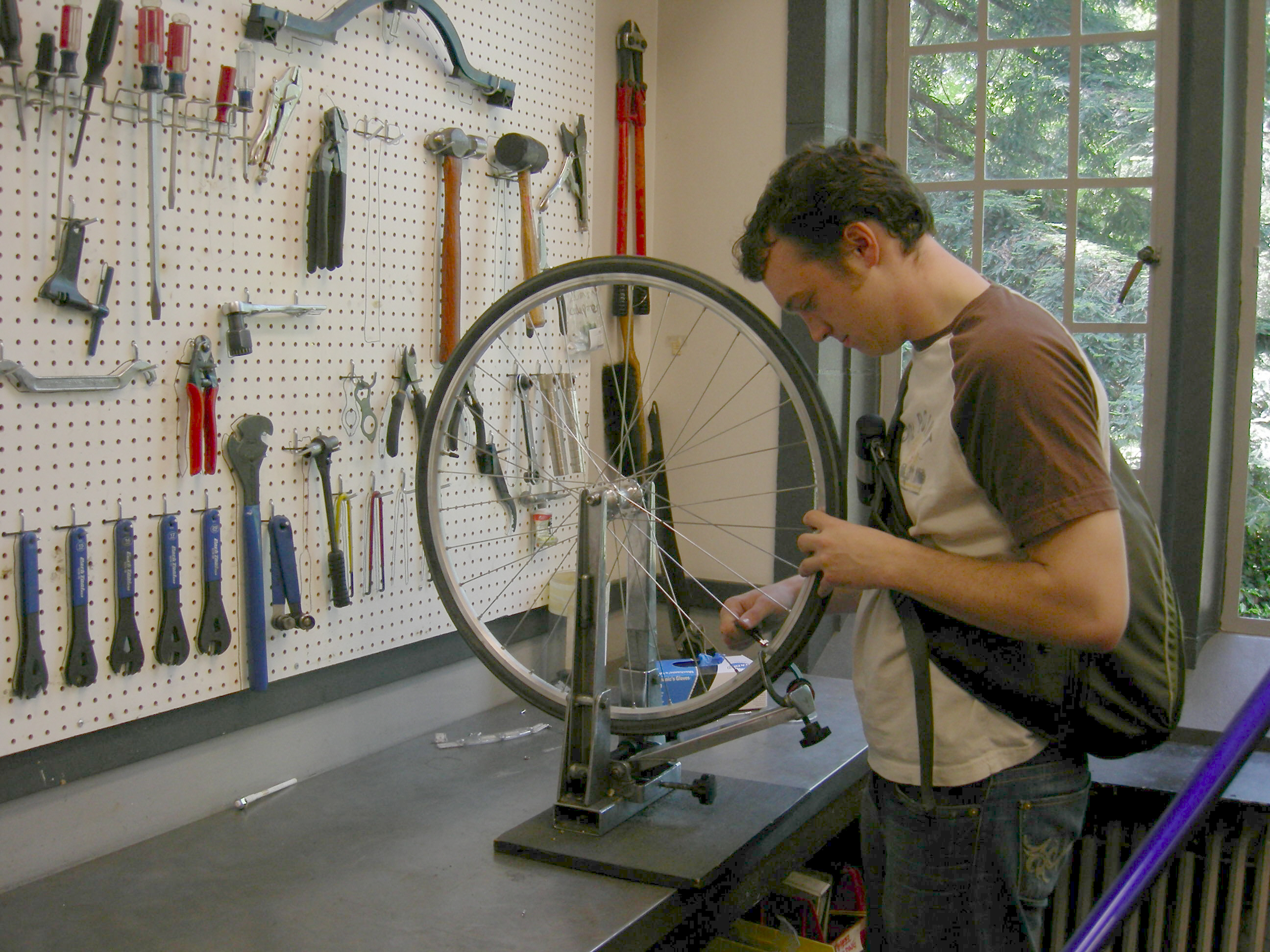
Zentrieren eines Fahrrad-Laufrades

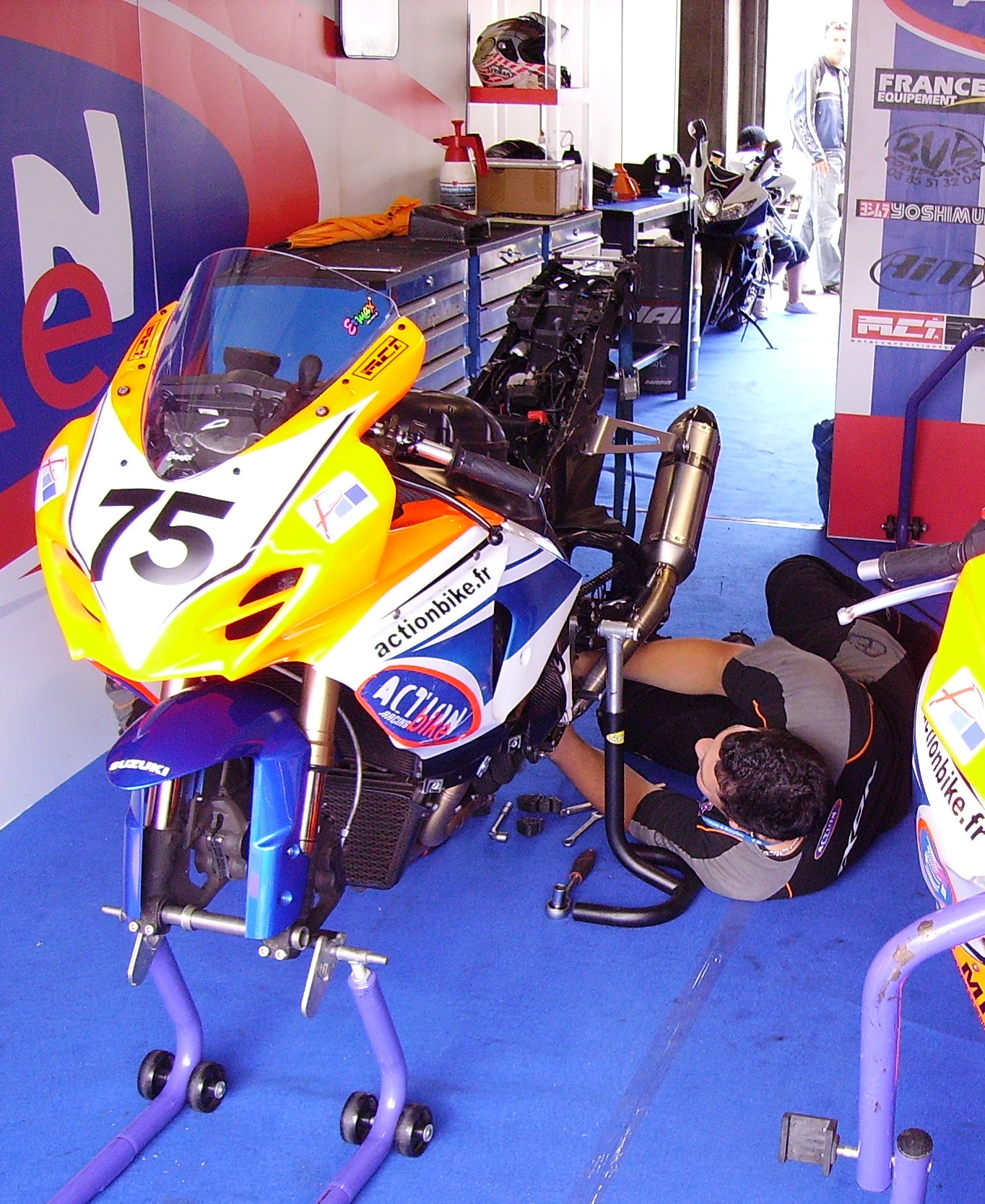
Reparatur eines Rennmotorrades

Zweiradmechaniker war von 1989 bis 2014 ein anerkannter Ausbildungsberuf in Deutschland. 
Ab 1. November 2014 erfolgte in Deutschland die schrittweise Umstellung zum Zweiradmechatroniker.
In der Schweiz heißen die beruflichen Grundbildungen Fahrradmechaniker EFZ und Motorradmechaniker EFZ. 

## Deutschland
Bundesweit einheitlich durchlief der Zweiradmechaniker in Industrie oder Handwerk eine dreieinhalbjährige Ausbildung, wobei er sich ab 2003 auf die Fachrichtungen Fahrradtechnik oder Motorradtechnik spezialisieren konnte.
Zweiradmechaniker warteten, reparierten und fertigten Ersatzteile für vorwiegend motorisierte bzw. nichtmotorisierte Zweiräder und Spezialfahrzeuge wie z. B. Rollstühle, aber auch Gartengeräte und Nähmaschinen. Dabei umfasste die Ausbildung neben der Mechanik auch die Fahrzeugelektrik (im Gegensatz zu Kfz-Mechaniker, Kfz-Elektriker). Sie berieten Kunden, beschafften, präsentierten und verkauften Waren und Dienstleistungen. Außerdem rüsteten sie Zweiräder mit Zubehör und Zusatzeinrichtungen aus oder bauten diese nach Kundenwünschen um.
Nach einer Umstrukturierung des Zweiradmechaniker-Handwerks wurde der Beruf 2003 in zwei Bereiche aufgeteilt:
- Als Zweiradmechaniker der Fachrichtung Motorradtechnik beschäftigten sie sich mit motorisierten Zweirädern und prüften über die genannten Aufgaben hinaus Motoren – in der Regel Verbrennungsmotoren und Elektromotorbetriebene – sowie deren Subsysteme, warteten diese und setzten sie gegebenenfalls instand.

- Als Zweiradmechaniker der Fachrichtung Fahrradtechnik beschäftigten sie sich mit nichtmotorisierten Zweirädern bzw. solchen mit Verbrennungsmotoren Saxonette (Fahrrad) als auch elektrobetriebenen Hilfsmotoren (E-Bikes), die mit Elektromotoren ausgestattet sind – und stellten gegebenenfalls auch Komplettfahrzeuge aus Einzelkomponenten her.

Historisch ist der Beruf des Zweiradmechanikers eng mit der Nähmaschinentechnik verknüpft, da die Zweiradindustrie aus Nähmaschinenfabriken entstand, was sich in der heute noch geläufigen Bezeichnung „Fahrrad- und Nähmaschinenöl“ für das gemeinsam benutzte Schmiermittel niederschlägt. Als Folge dieser Entstehungsgeschichte existierte in Deutschland von 1964 bis 1989 ein einheitlicher Ausbildungsberuf Mechaniker (Nähmaschinen- und Zweiradmechaniker), der aus dem Büro-, Näh-, Sprechmaschinen- und Fahrradmechaniker hervorging.

## Schweiz
In der Schweiz sind Fahrradmechaniker EFZ, Kleinmotorrad- und Fahrradmechaniker EFZ  und Motorradmechaniker EFZ drei unterschiedliche Berufliche Grundbildungen.

### Fahrradmechaniker EFZ
Die Berufliche Grundbildung zum Fahrradmechaniker EFZ dauert drei Jahre.
Aus Kostengründen wechseln sie bei einem Defekt meist komplette Teile aus, statt sie zu reparieren. Dennoch lernen und beherrschen sie mechanische Grundfertigkeiten wie Sägen, Schweißen und Gewindeschneiden.

### Kleinmotorrad- und Fahrradmechaniker EFZ
Die Berufliche Grundbildung zum Kleinmotorrad- und Fahrradmechaniker EFZ dauert drei Jahre.

### Motorradmechaniker EFZ
Die Berufliche Grundbildung zum Motorradmechaniker EFZ dauert vier Jahre.
In ihre Zuständigkeit fallen neben Motorrädern aller Art auch Quads, Dreiräder und Seitenwagen.
Aus Sicherheits- und Kostengründen wechseln sie bei einem Defekt meist komplette Teile oder Baugruppen aus. Dennoch lernen und beherrschen sie mechanische Grundfertigkeiten wie Sägen, Schweißen und Gewindeschneiden.

### Weiterbildungsmöglichkeiten
- Verkürzte Grundbildung
  - Fahrradmechaniker EFZ
  - Kleinmotorrad- und Fahrradmechaniker EFZ
  - Motorradmechaniker EFZ
- Höhere Fachprüfung (HFP)
  - Fahrrad- und Motorradmechanikermeister[6]
  - Fahrradmechanikermeister[7]